# Château de Reinach
Le château de Reinach est un monument historique situé à Hirtzbach, dans le département français du Haut-Rhin.

## Localisation
Ce bâtiment est situé au 2, rue du Château à Hirtzbach.

## Historique
L'édifice a fait l'objet d'une inscription partielle au titre des monuments historiques par arrêté du 6 mars 1990, puis d'un classement partiel par arrêté du 4 juillet 2000.